# Filip Kozina
Filip Kozina (* 30. Januar 2002) ist ein kroatischer Leichtathlet, der sich auf den Dreisprung spezialisiert hat.

## Sportliche Laufbahn
Erste internationale Erfahrungen sammelte Filip Kozina im Jahr 2021, als er bei den U20-Europameisterschaften in Tallinn mit einer Weite von 15,01 m den achten Platz belegte. Im Jahr darauf gelangte er bei den Balkan-Meisterschaften in Craiova mit 15,24 m auf den zehnten Platz und 2023 wurde er bei der 2. Liga der Team-Europameisterschaft im Rahmen der Europaspiele in Chorzów mit 14,42 m 13. Anschließend belegte er bei den Balkan-Meisterschaften in Kraljevo mit 14,13 m den zwölften Platz.
In den Jahren 2021 und 2023 wurde Kozina kroatischer Meister im Dreisprung im Freien sowie auch in der Halle.